# Hartmut Pelka
Hartmut Pelka (* 11. März 1957 in Hohenmölsen; † 23. Juli 2014 in Braunsbedra) war ein deutscher Fußballspieler.

## Sportlicher Werdegang
Hartmut Pelka begann im Jahre 1963 bei der BSG Aktivist Großgrimma mit dem Fußball. Über die BSG Traktor Zorbau wechselte er 1968 für sechs Jahre zum HFC Chemie.
Als Siebzehnjähriger schloss er sich zur Saison 1974/75 dem DDR-Oberligaabsteiger Chemie Leipzig an. Die Leipziger qualifizierten sich durch ihren Staffelsieg für die Aufstiegsrunde, in der sie mit dem zweiten Platz die Rückkehr ins Oberhaus perfekt machten. Pelka absolvierte alle Spiele und schoss dabei zwanzig Tore. Mit seinen 18 Toren in der Gruppenphase wurde er zudem Torschützenkönig der Liga-Staffel C. In der Oberliga-Saison 1975/76 zwang ihn eine Knieoperation erstmals zu einer längeren Pause. Am Ende kam er nur auf fünf Einsätze, und Chemie stieg nach einem Jahr wieder in die DDR-Liga ab. Pelka konnte in der Saison 1976/77 wieder an seine alte Leistungsstärke anknüpfen und erzielte in dreizehn Spielen acht Tore. Nach dem Staffelsieg wurde er trotz der noch ausstehenden Aufstiegsrunde schon zum BFC Dynamo delegiert.
In der Saison 1977/78, die der BFC auf dem dritten Platz beendete, kam Pelka auf zwanzig Einsätze und schoss dabei acht Tore. Mit der Saison 1978/79, in der der BFC seine einmalige Erfolgsserie (10 Titel in Folge) begann, erzielte Pelka vier Tore bei zwanzig Einsätzen. Auch das FDGB-Pokalfinale wurde erreicht, wo es jedoch eine Niederlage gegen den 1. FC Magdeburg gab. Die Saison 1979/80 sollte seine beste in der Oberliga werden, denn in 24 Spielen erzielte er 15 Tore, und der BFC konnte seinen Meistertitel aus dem Vorjahr dank eines Sieges am letzten Spieltag gegen Dresden verteidigen. Auf internationaler Ebene kam er im Europapokal der Landesmeister zu sechs Einsätzen und erzielte dabei drei Tore. Im Sommer 1980 musste er sich erneut einer Knieoperation unterziehen und kam in der Saison 1980/81 nur noch in der Rückrunde zu drei Kurzeinsätzen. An den letzten fünf Spieltagen lief Pelka für die zweite Mannschaft des BFC Dynamo auf und verhalf ihr mit vier Toren zum Gewinn der Nachwuchsoberliga.
In der Saison 1981/82 stand Pelka zwar noch im Kader des nun dreimaligen Meisters, aber zu einem Einsatz reichte es nicht mehr. Auf ärztliches Anraten beendete er am Ende der Saison mit nur 25 Jahren seine sportliche Laufbahn und wurde Mitglied des Trainerstabs des BFC-Nachwuchses.
In den Jahren 2007 bis 2009 war er Co-Trainer beim SV Braunsbedra.
Hartmut Pelka, der mit einer Spenderniere lebte, starb nach langem Krebsleiden im Juli 2014. Er hinterließ seine Ehefrau sowie zwei erwachsene Söhne.

## Statistik
- DDR-Oberliga: 72 Spiele/27 Tore (Leipzig 5/-), (BFC 67/27)
- DDR-Liga: 43 Spiele/28 Tore für Chemie Leipzig (inkl. Aufstiegsrunde)
- Europapokal: 6 Spiele/3 Tore für den BFC

## Erfolge
- DDR-Meister: 1979, 1980, 1981
- DDR-Meister NWOL: 1981
- Oberligaaufstieg mit DDR-Liga Staffelsieg: 1975
- DDR-Liga Staffelsieg: 1977
- Torschützenkönig DDR-Liga Staffel C: 1975
- FDGB-Pokalfinalist: 1979